# Луканина, Анастасия Сергеевна
Анастасия Сергеевна Луканина (Трофимова) (род. 18 июня 2004 года, Тверь, Россия) — российская самбистка и дзюдоистка. Чемпионка России, мира и Европы по самбо. Мастер спорта России международного класса по самбо. Мастер спорта России по дзюдо.

## Биография
Луканина (урождённая Трофимова) родилась в г. Тверь, Тверская область. Ее первыми тренерами были Кирилл Рыбинкин и Марина Черникова.

## Спортивная карьера

### Луканина в детстве
В начале своей карьеры она выигрывала два первенства России среди школьников в 2016 и в 2018 годах. В 2018 году впервые выиграла первенство России мира среди кадетов в весовой категории до 48 кг, который прошёл в г. Нови-Сад (Сербия). В 2021 году во второй раз стала победительницей первенства России, а также выиграла первенство мира в Греции. В феврале 2022 году снова выиграла первенство России в Кстово. В октябре 2022 года в третий раз добыла золотую медаль первенства мира в весе до 54 кг в г. Ереване (Армения). 

### Юниорский уровень
В январе 2023 года стала третей на первенстве России до 23 лет. В феврале 2023 года стала обладательницей золотой медали первенства России по самбо. В марте 2023 года выступила по правилам дзюдо на первенстве России до 23 лет в Екатеринбурге. В декабре 2023 года Луканина была победительницей юниорского первенство мира по самбо в Бишкеке (Кыргызстан). В феврале 2024 года Анастасия выиграла первенство России среди юниоров в Казани.

### Взрослый уровень
В июне 2023 года она финишировала на третьем месте чемпионата России по пляжному самбо в весе до 59 кг. В марте 2024 года был финалисткой чемпионата России в Брянске. В мае 2024 года выиграла чемпионат Европы, одолев в финале Сюзанну Плиш (Украина). В ноябре 2024 года впервые стала чемпионкой мира среди взрослых в Астане. В марте 2025 года стала чемпионкой России по самбо.

## Спортивные результаты
Самбо:
- Взрослый уровень:
  - 2023 Чемпионат России по пляжному самбо — ;
  - 2024 Чемпионат России — ;
  - 2024 Чемпионат Европы — ;
  - 2024 Чемпионат мира — ;
  - 2024 Кубок России — ;
  - 2025 Чемпионат России — ;

- Юниорский уровень:
  - 2023 Первенство России — ;
  - 2023 Первенство мира — ;
  - 2023 Первенство России до 23 лет — ;
  - 2024 Первенство России — ;

- Кадетский уровень:
  - 2016, 2017 Первенство России среди школьников — ;
  - 2018, 2021, 2022 Первенство России — ;
  - 2018, 2021, 2022 Первенство мира — ;

## Личная информация
Живет и тренируется в г. Екатеринбург.